# 帕伦普

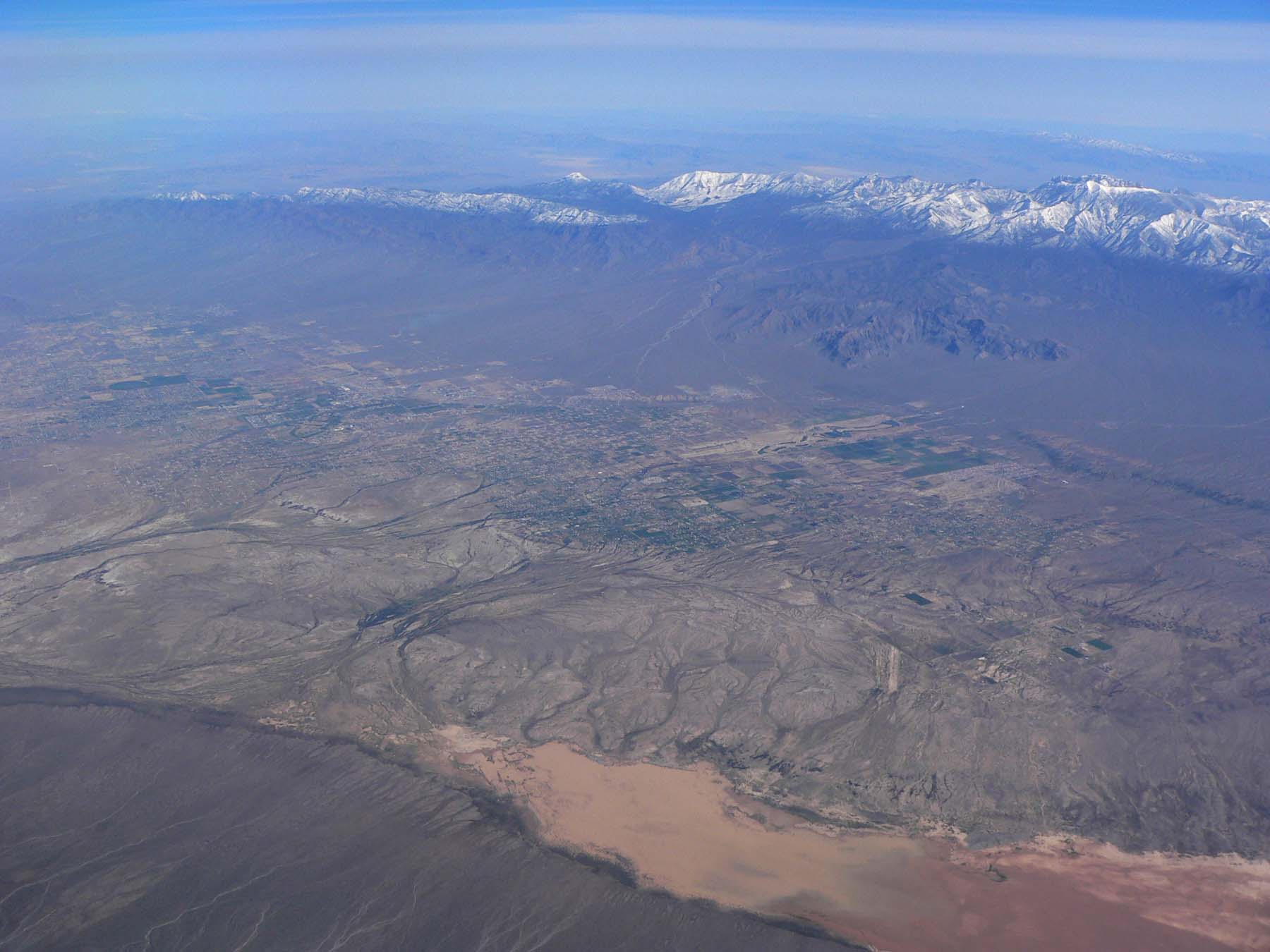
2005年的空中照片

帕伦普（英語：Pahrump，/pəˈrʌmp/ pə-RUMP）是美国内华达州奈县的一个为便利统计而设立的地区。2000年的人口普查时该地区有24,631名居民，2005年估计该地区的居民数为40,371人。帕伦普自称为“新老西部的心臟”。

## 历史

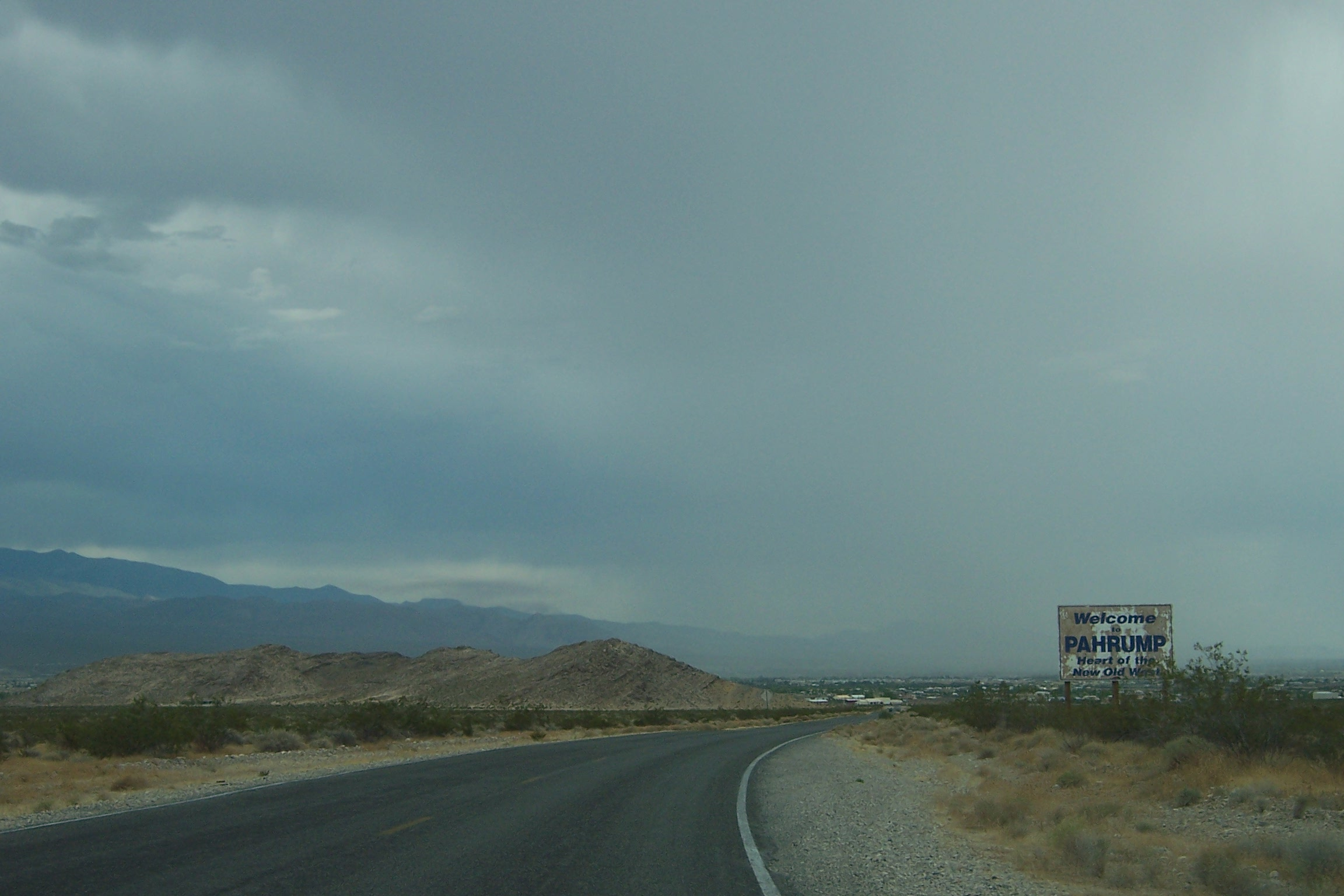
欢迎路牌

最早居住在帕伦普地区的是肖肖尼人。19世纪后期美国移民逐渐发现并开始移居到这里。他们沿用了当地的土著对这个谷地的名称（水岩）将这个地区称为帕伦普。土著的名称来源于谷地里的众多水泉。由于帕伦普谷的自廉层的移民开始建立了一些巨大的农场，大多数超过1000英亩。他们在这些农场上种植紫花苜蓿、棉花以及从事畜牧业。
直到1960年代帕伦普还没有电话通讯，没有一条道路是柏油铺设的。但随着拉斯维加斯的发展，土地商人开始在这里投机，也因此帕伦普越来越受到注意。1960年代末电话線接通，并修筑了一条从拉斯维加斯通往帕伦普的高速公路。后来这条高速公路继续向北延长到95号高速公路，之後又建筑了一条通往相邻的加利福尼亚州肖肖尼的公路，如此一來提供了一條通往死亡谷地区的管道。这条公路也提供了一条通往洛杉矶和加利福尼亚其它地方的道路。1972年帕伦普开办了它的第一所高校。
从1970年代末开始帕伦普人口呈指数倍增长，从1980年的约2000人增长到2000年的2.5万人。（2005年第二季度的估计为4.4万人。）帕伦普是一个典型的衛星城市。不过几乎所有重要的农场依然在继续營運。帕伦普还吸引了许多特别自由主义信仰的人以及其他各型各色的人物。
与内华达州的许多县镇类似的是帕伦普是一个“半结合”的镇，政府机构僅負責管理土地利用计划、消闲以及防火。大多数政府事務交付奈郡管理。
帕伦普拥有合法的妓院，这些妓院帮助建设当地的基础设施。

## 地理
帕伦普的地理位置是北纬36°12'31"，西经116°0'43"。
按照美国人口调查局的数据帕伦普的总面积为771.5平方公分，全部是陆地面积，没有水面面积。

## 人口
根据2000年的美国人口普查帕伦普共有24,631名居民，分10,153户，共7,127个家庭，人口密度为31.9人/平方公里。其中91.02%的居民是白人，1.30%是美国黑人，1.29%是美洲土著人，0.85%是亚洲人，0.37%是太平洋岛屿土著人，2.27%是其它人中，2.89%是混血儿。西班牙以及拉丁人种占7.65%。
在当地的10,153户中有24.2%有18岁以下的未成年人，58.2%是由结婚夫妇组成的，7.5%是单身带孩子的妇女，29.8%不是家庭。23.5%的户是单身汉。在10.5%的户中有65岁以上的老年人。平均每户2.42人，每个家庭平均2.83人。
22.3%的人是18岁以下的未成年人，4.9%的人在18至24岁之间，22.6%的人在25至44岁之间，28.9%的人在45至64岁之间，21.3%的人在65岁以上。平均年龄为45岁。女对男的性别比为100:102.4，18岁以上的成年人中的女对男的性别比为100:101.4。
帕伦普每户的平均收入为34,860美元，每个家庭的平均收入为39,812美元。男子的平均收入为35,862美元，女子的平均收入为21,586美元。人平均收入为17,708美元。约7.3%的家庭或者10.7%的人口生活在贫困线以下，其中包括14.8%的18岁以下的未成年人以及7.0%的65岁以上的老年人。

## 其它
在电影《火星人玩轉地球》中在释放了一只鸽子后帕伦普被外星人彻底摧毁。